# Housseras
Housseras é uma comuna francesa na região administrativa de Grande Leste, no departamento de Vosges. Estende-se por uma área de 19,61 km². Em 2010 a comuna tinha 493 habitantes (densidade: 25,1 hab./km²).